# Rhimphalea cineralis
Rhimphalea cineralis là một loài bướm đêm trong họ Crambidae.